# El Arenal (Séville)
Pour les articles homonymes, voir Arenal.
El Arenal est un quartier de la ville andalouse de Séville, en Espagne.
Le quartier fut durant les XVIe et XVIIe siècles une des zones portuaires les plus importantes d'Europe à la suite de la découverte de l'Amérique et du commerce avec les Indes,. Il doit son nom, qui signifie littéralement étendue de sable, au fait qu'il donnait sur ce qui était au XVIe siècle la plage du Guadalquivir. Lope de Vega a représenté le quartier et son port dans son œuvre El Arenal de Sevilla.

## Histoire

### XVeetXVIesiècles:El Puerto de América

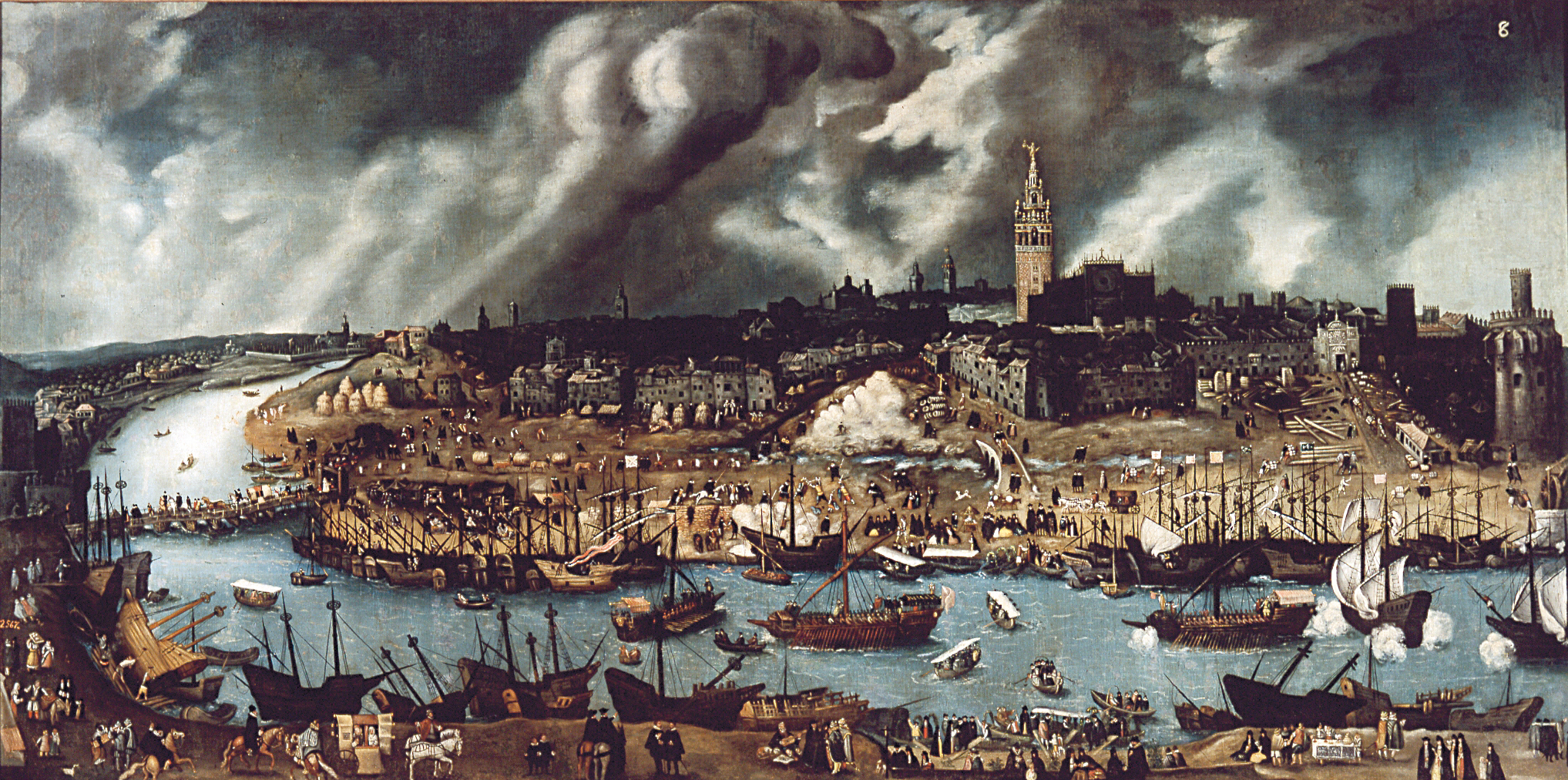
El Arenal au XVIe siècle, par Alonso Sánchez Coello. On reconnaît à droite la Torre del Oro et à gauche le pont de barques que le pont Isabelle II remplaça par la suite, ces deux constructions délimitant actuellement le quartier d'El Arenal.

Après la découverte de l'Amérique par Christophe Colomb en 1492, commença une période d'exploration et de colonisation appelée la Course aux Indes. Séville se trouvant à l'intérieur des terres, au bout d'une voie fluviale de 80 km rendant toute attaque impossible, elle n'eut pas de mal à asseoir son rôle dans le commerce avec l'Amérique. Ainsi fut établie à Séville en 1503 la Casa de Contratación, qui contrôlait tout le commerce des Indes. Débuta alors pour la ville une période de richesse qui ne devait cesser que le siècle suivant.
Durant cette époque de splendeur, la totalité de l'activité portuaire de Séville était concentrée à El Arenal, un terrain se trouvant entre le fleuve et les murailles (d'ouest en est) et entre la Torre del Oro et la porte de Triana (du sud au nord). Des quais sévillans partaient quasiment toutes les expéditions d'exploration de la première moitié du XVIe siècle, notamment celles de Diego de Lepe, Alonso de Ojeda, Diego de Nicuesa et Pedrarias Dávila. En 1564 fut établie officiellement l'organisation navale qui domina la course aux Indes durant la fin du XVIe siècle et une grande partie du XVIIe siècle. Séville devint le point de départ et d'arrivée officiel des expéditions annuelles pour la Nouvelle-Espagne et la Tierra Firme. Le centre vital du port était délimité par un système de madriers et de chaînes qui, arrimées à la Torre del Oro d'un côté, passaient sous l'eau jusqu'à une autre tour située à Triana. Les chaînes pouvaient être hissées par un treuil et ainsi fermer la zone.
Peu à peu se développa dans les quartiers du port une activité artisanale en relation avec le port et la marine: charpentiers spécialisés (calafates), fabricants de cordages, de filets, de fils de pêche et de tonneaux, fondeurs de canons, spécialistes du calfatage, muletiers, plongeurs, fumeurs de poissons, etc. On trouvait également des chantiers navals modestes, construisant des navires de moins de 200 tonneaux. Certains marins habitaient le quartier, même si la plupart résidaient sur l'autre berge du fleuve, à Triana. Les berges du fleuve étaient occupées par de grandes piles de madriers et par l'ingenio, une grue permettant l'arrimage des navires. Des tentes plantées sur la plage, étroitement surveillées, abritaient les marchandises prêtes à être chargées ; d'autres servaient aux négociations entre marchands et acheteurs potentiels. Les rives étaient en outre plantées de baraques, d'échoppes et de comptoirs destinés à la vente ambulante. Plus à l'intérieur se trouvaient des hangars de dépôts, des baraques où étaient entreposés outils, matériel divers et marchandises, le marché au poisson et les entrepôts de la Casa de Contratación,.
Au XVIe siècle, deux faubourgs qui existaient déjà au siècle précédent se développèrent et s'adossèrent à la muraille qui bordait le quartier : la Carretería (la Charronnerie), près de la porte de l'Arenal, où malgré son nom on fabriquait des tonneaux et des barriques qui permettaient de stocker l'huile, le vin, les biscuits, la farine ou le vinaigre, et la Cestería (la Vannerie) ou la Espartería (la Sparterie), entourant la porte de Triana ; on y trouvait des spécialistes du calfatage et y fabriquait des cordages. Entre les deux faubourgs se trouvait le Cerillo (la Petite Butte) où se trouvait la brocante et la chaussée qui permettait, par un petit pont à trois arches, d'accéder à la rive en franchissant les terres souvent inondées.

## Limites du quartier
Il appartient au district Casco Antiguo et est limité au sud-ouest par la darse du Guadalquivir, au nord-ouest par le pont Isabelle II, par l'extrémité nord-ouest du Paseo de Cristóbla Colón et par les rues Almansa, Santas Patronas, San Pablo, Zaragoza et Moratín qui le séparent du quartier de Museo, au nord-est par les rues Mateo Alemán, Carlos Cañal et Bilbao et par la plaza Nueva qui le séparent du quartier d'Alfalfa, à l'est par l'avenue de la Constitution et au sud par la rue Santander, ces deux dernières le séparant du quartier de Santa Cruz. Il abrite 3 798 habitants.
Contrairement à ce qu'on peut régulièrement lire, la zone limitée par la Torre del Oro, la Torre de la Plata, la Puerta de Jerez et le Paseo Vicente Aleixandre ne fait pas partie du quartier d'El Arenal mais de celui de Santa Cruz. La Torre del Oro et la Torre de la Plata sont des vestiges de la muraille qui entourait le quartier à l'origine.

## Lieux d'intérêt
- Théâtre de la Maestranza
- Arènes de la Real Maestranza de Caballería de Séville
- Hôpital de la Charité
- Guichet de l'Huile
- Mercado del Arenal
- Chantiers navals royaux de Séville (es)

## Galerie

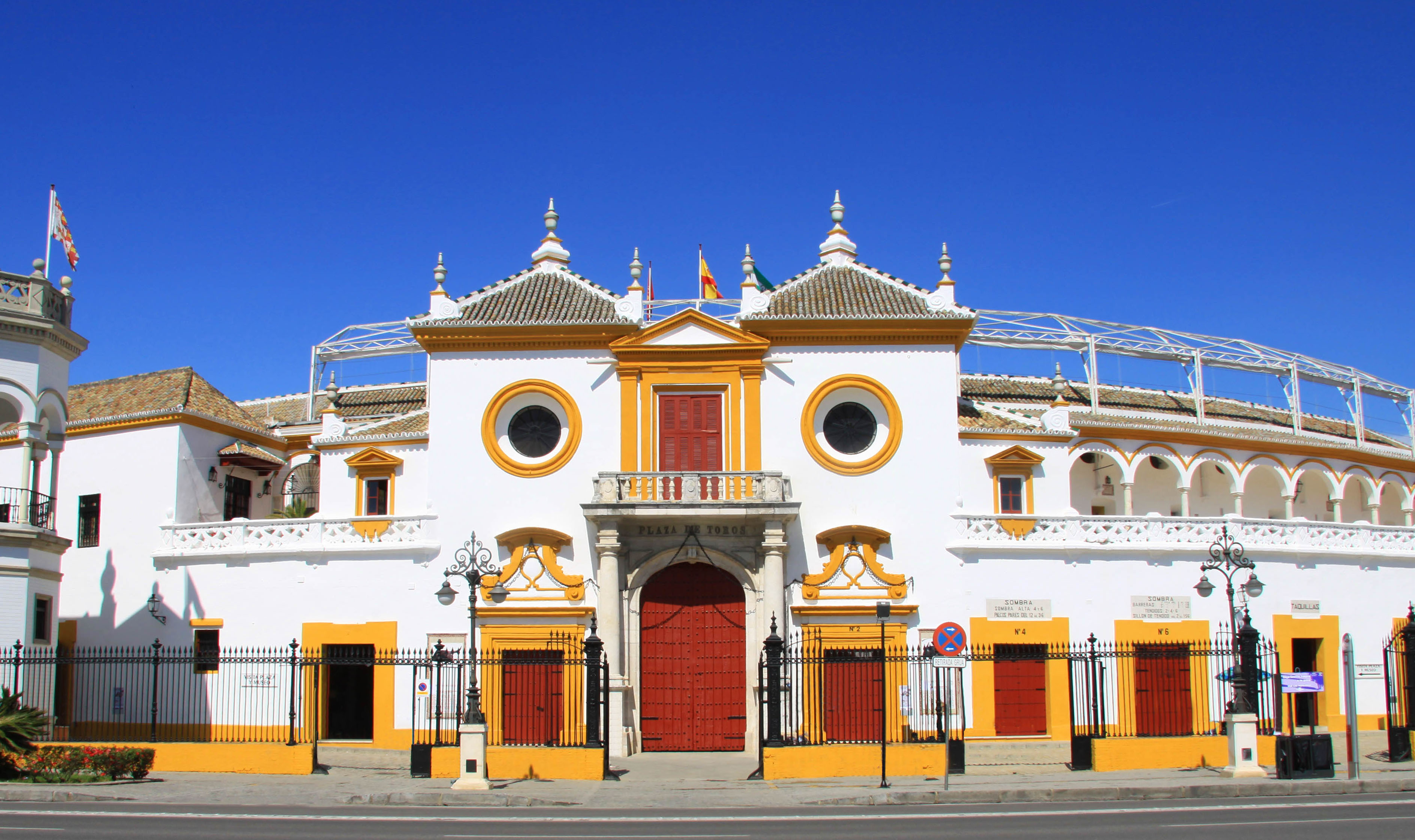
Arènes de la Real Maestranza de Caballería de Séville.
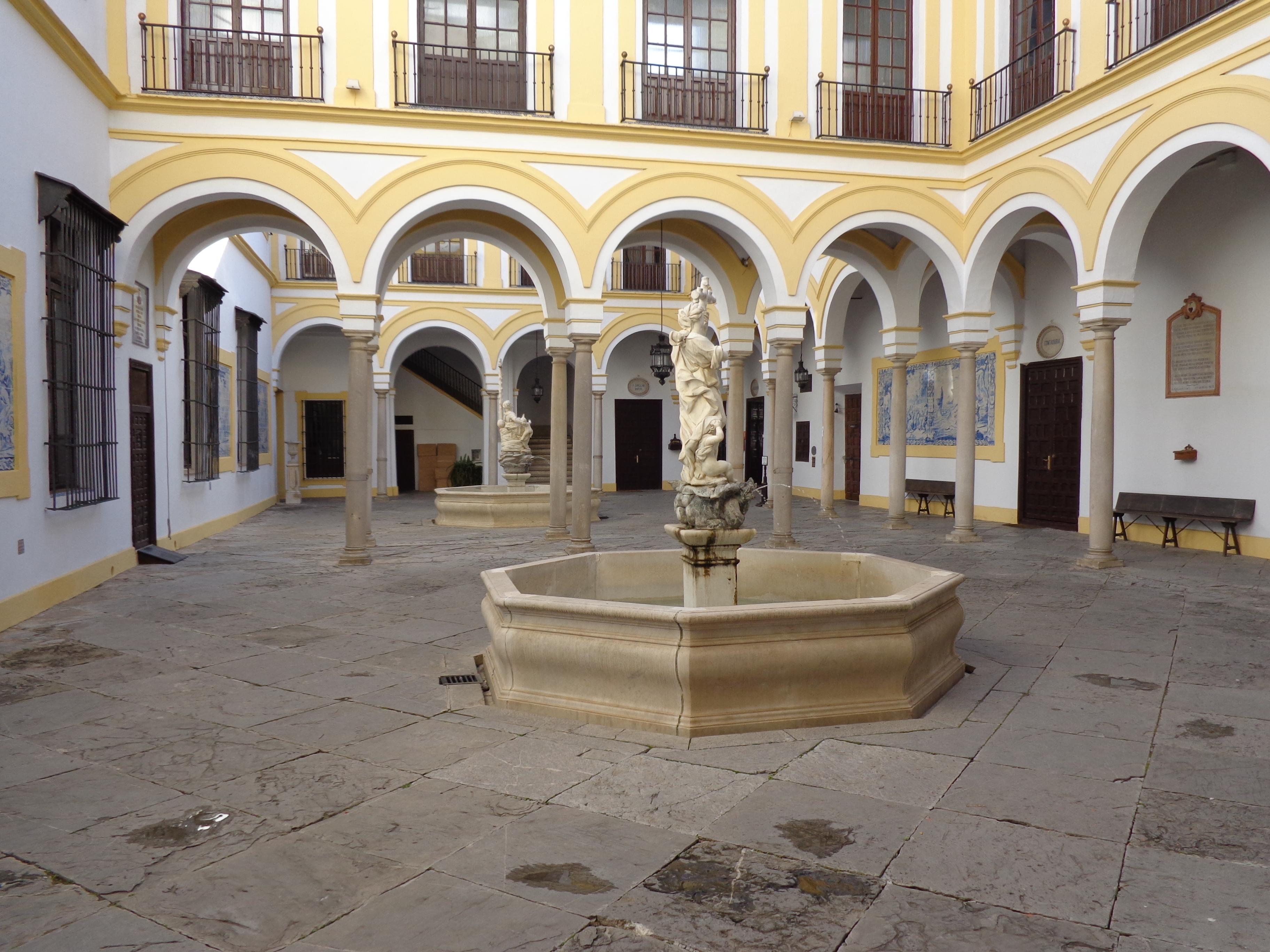
L'intérieur de l'hôpital de la Charité.
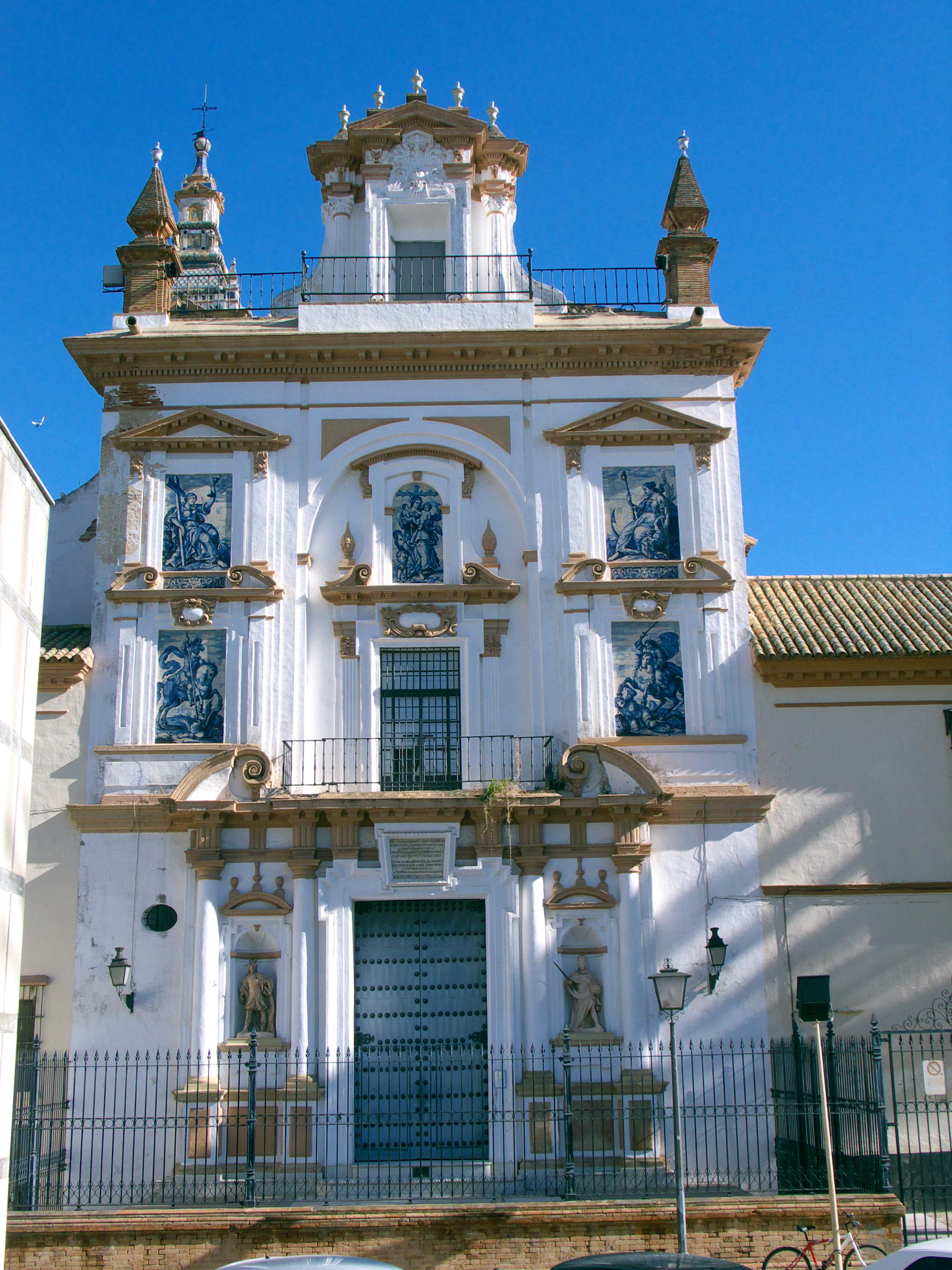
Façade de l'hôpital de la Charité.
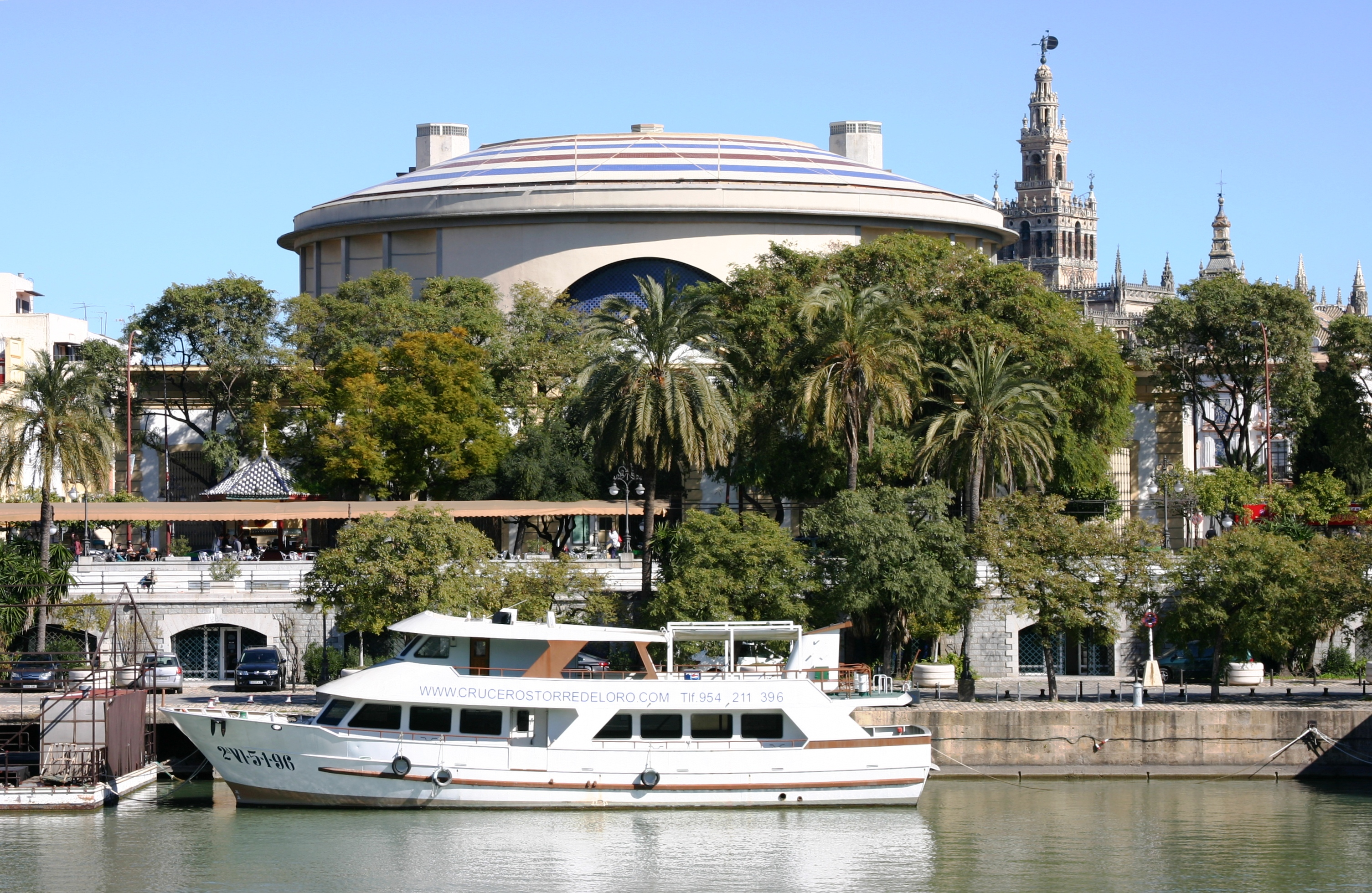
Théâtre de la Maestranza.
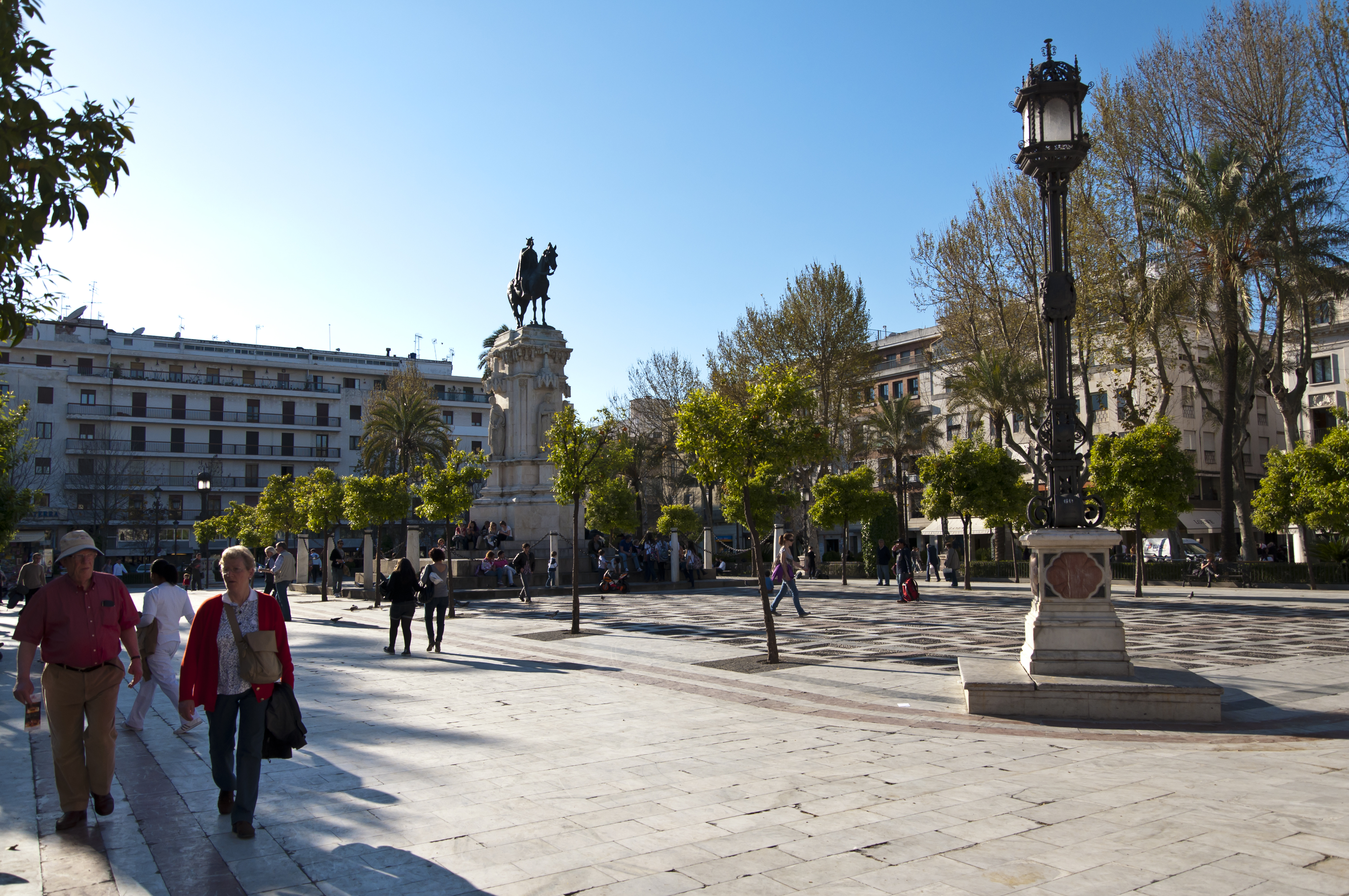
Plaza Nueva.
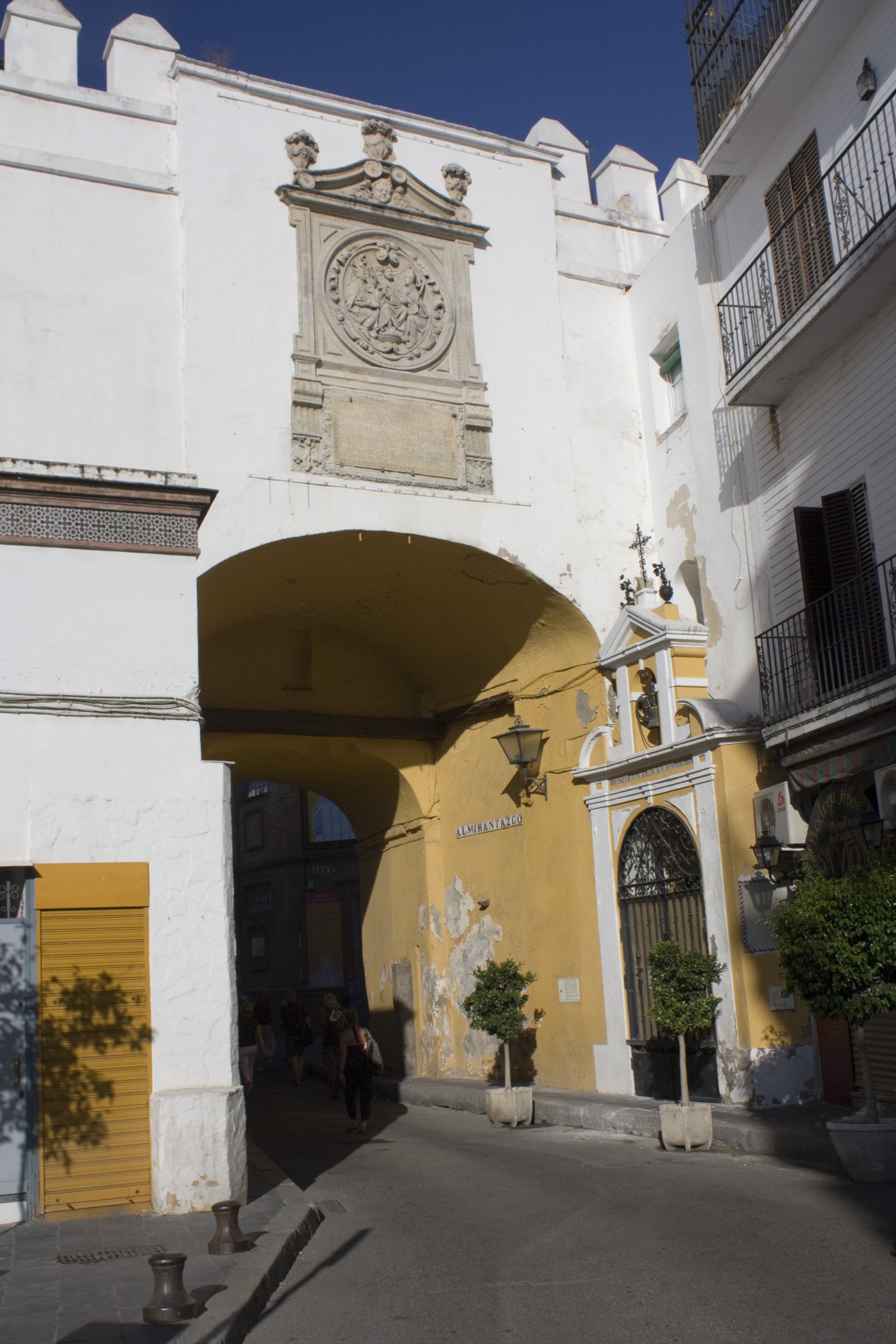
Guichet de l'Huile

### Ouvrages
- Carlos Martínez Shaw (dir.), Santiago Tinoco Rubiales, Marina Alfonso Mola et al. (trad. Marie-Joëlle Tupet, Christine  Dermanian et al.), Séville XVIe siècle : De Colomb à Don Quichotte, entre Europe et Amériques, le cœur et les richesses du monde, Paris, Éditions Autrement, 1992, 230 p. (ISBN 2-86260-368-6, ISSN 1157-4488)

1. ↑  Séville XVIe siècle, chapitre 2 : « Une ville-monde », p. 46
2. 1 2 3  Séville XVIe siècle, chapitre 2 : « Une ville-monde », p. 58-61

### Autres références
1. ↑  (es) « Calles con distritos, códigos postales y barrios », sur sevilla.org (consulté le 15 février 2014).
2. 1 2  (es) « Distritos Municipales », sur sevilla.org (consulté le 1er novembre 2013).
3. 1 2  (es) « El puerto de Sevilla en el siglo XVI », sur personal.us.es (consulté le 29 octobre 2013).
4. ↑  (es) José Alfonso Muriel, « El Barrio del Arenal », sur conocersevilla.org (consulté le 29 octobre 2013).
5. ↑  (es) « El arenal de Sevilla », sur cervantesvirtual.com (consulté le 29 octobre 2013).
6. ↑  (es) « Barrios y secciones del distrito Casco Antiguo » (consulté le 29 octobre 2013) : « On voit dans cette liste que les rues Almirante Lobo et Santander, qui se trouvent dans la zone en question, appartiennent au quartier de Santa Cruz ».